# In una notte di chiaro di luna
 In una notte di chiaro di luna és una pel·lícula italina dirigida per Lina Wertmüller i estrenada el 1989.

## Argument
Un periodista es fa passar per seropositiu durant una investigació per estudiar les reaccions de la gent. Per casualitat descobreix que un conegut de és seropositiu, i ha tingut relacions (ja infectat) amb una dona amb qui va ser més tard. Alhora, la dona que estima pensa que està embarassada d'ell. Així comença una frenètica recerca de la veritat, entre la ira i la desesperació.

## Repartiment
- Rutger Hauer: John Knott
- Nastassja Kinski: Joëlle
- Peter O'Toole: Prof. Yan McShoul
- Faye Dunaway: Sra. Colbert